# Dragon Khan
Dragon Khan sont des montagnes russes situées à PortAventura Park en Catalogne, Espagne.

## Description

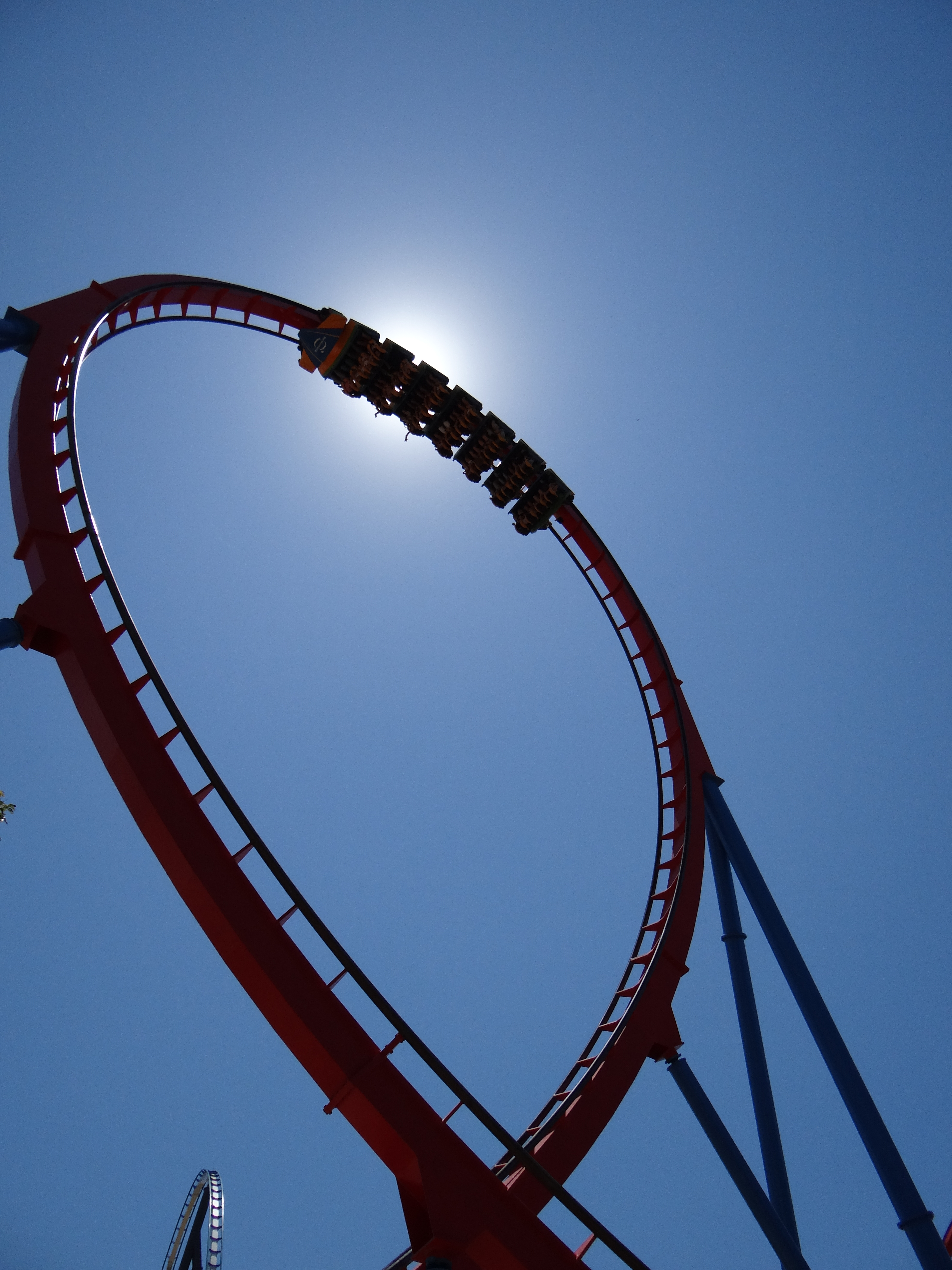
Looping vertical de 36 mètres.

Il s'agit de montagnes russes en métal composées de huit inversions, pour 1 270 mètres de long et 45 mètres de haut. Elles sont situées dans la section « chinoise » du parc et leur thème est le Khan, empereur de l'Empire du Milieu. Basé sur la mythologie chinoise, l'esprit du maléfique Prince Hu de Pékin se réincarna dans Dragon Khan. Sa fureur se déchaînait chaque fois qu'un humain osait monter sur son dos. Leur construction revient à 15 millions d'euros.
Avec un total de huit inversions, Dragon Khan est jusqu'en 2002 l'attraction ayant le plus grand nombre d'inversions au monde et elle est également la première à en posséder autant. Elle est cependant détrônée en 2002 par Colossus à Thorpe Park au Royaume-Uni, avec ses dix inversions. Détrônant Kumba à Busch Gardens Tampa et ses 34,7 mètres, Dragon Khan est jusqu'en mai 1996 l'attraction ayant le plus haut looping vertical au monde avec 36 mètres, Rougarou avec 36,3 mètres bat ce record par la suite,,.
PortAventura est le fruit de l'association du Tussauds Group, de Busch Entertainment, La Caixa et Fecsa (es). Dragon Khan l'illustre bien, son layout est dessiné par le spécialiste John Wardley de Tussauds. De plus, il est le descendant de Kumba à Busch Gardens Tampa ouvert en 1993 car ils sont tous deux des modèles Sitting Coaster de Bolliger & Mabillard, à ceci près que Dragon Khan a des mensurations plus impressionnantes.
Lors de l'entrée de Tussauds Group dans l'actionnariat du parc en 1993, les contrats pour les attractions sont signés, hormis pour les principales montagnes russes. L'équipe Tussauds privilégie le fabricant Bolliger & Mabillard pour celles-ci. Dragon Khan est bien meilleure et plus grande que celles initialement prévue, elle devient l'attraction phare de Port Aventura.

## Caractéristiques
- Nom : Dragon Khan
- Type : Montagnes russes assises
- Parc : PortAventura (Espagne)
- Ouverture : 1er mai 1995
- Conception : B&M, John Wardley, Werner Stengel (Ingenieur Büro Stengel)
- Construction : Bolliger & Mabillard
- Longueur du parcours : 1 285 m
- Hauteur maximale : 45,1 m
- Hauteur de chute maximale : 50 m
- Vitesse maximale : 104,6 km/h
- Accélération subie : 4,3 g
- Inversions : 8 (Looping vertical / Looping plongeant / Zero-G roll / Cobra Roll (2 inversions) / Looping inversé / Tire-bouchons entrelacés (2 inversions))
- Trains : 3 trains
- Wagons par train : 7 wagons
- Passagers par train : 28 passagers
- Durée : 1 min 45 s
- Débit théorique : 1 300 personnes/h
- Taille requise : 1,40 m, maximale : 1,95 m
- Système de retenue : Horse collar.
- Coût : 15 000 000 euros